# 6763 Кочіні
6763 Кочіні (6763 Kochiny) — астероїд головного поясу, відкритий 7 вересня 1981 року.
Тіссеранів параметр щодо Юпітера — 3,296.